# Credera Rubbiano
Credera Rubbiano (lombardul: Credéra e Rübià) település Olaszországban, Lombardia régióban, Cremona megyében. Lakosainak száma 1532 fő (2023. január 1.). Credera Rubbiano Capergnanica, Casaletto Ceredano, Cavenago d’Adda, Ripalta Cremasca, Turano Lodigiano és Moscazzano községekkel határos.

## Népesség
A település lakossága az elmúlt években az alábbi módon változott:
| Lakosok száma | 1635 | 1600 | 1595 | 1532 |
|               | 2013 | 2017 | 2018 | 2023 |